# Грицюк, Иван Григорьевич
Ива́н Григо́рьевич Грицю́к (2 мая 1903, Кордышевка — 23 июля 1978, Киев) — министр пищевой промышленности УССР, ректор Киевского технологического института пищевой промышленности в 1943—1947 и в 1963—1970 годах. Депутат Верховного Совета УССР 3-го созыва.

## Биография
Родился 2 мая 1903 года в селе Кордышевка (ныне Винницкого района Винницкой области) в крестьянской семье. В 1915 году окончил церковноприходскую школу, подрабатывал чернорабочим на Степановском сахарном заводе, потом устроился рабочим-ремонтником на железную дорогу.
В 1920-х годах юноша учился на рабфаке Каменец-Подольского сельскохозяйственного института. В 1929 году окончил Киевский институт народного хозяйства, получив квалификацию инженера пищевой промышленности и начал работать в отделе технического нормирования, где впоследствии занял должность начальника планового управления объединения «Укрспирт». Принимал участие в организации техникума спиртовой промышленности на базе Чечельницкой профшколы.
В 1930 году привлечен к перестройке высшей школы. Работал над открытием первого в СССР специального высшего учебного заведения для подготовки кадров пищевой промышленности — Киевского технологического института пищевой промышленности. Далее учился в аспирантуре, преподавал на кафедре бродильных производств, читая курс «Технико-химический контроль», занимался научными исследованиями.
В годы Великой Отечественной войны добровольно вступил в истребительный батальон, принимал участие в возведении оборонительных укреплений вокруг Киева, готовил к эвакуации в тыл ценное институтское оборудование. Впоследствии попал в Воронеж, где преподавал в Воронежском химико-технологическом институте. В октябре 1941 года был вызван в Москву и направлен начальником нейтральной химической лаборатории Кировского спиртотреста. В апреле 1942 года, как специалист, имел теоретическую и практическую подготовку, получил правительственное задание возглавить на посту главного инженера строительство спиртового завода в селе Верховино Кировской области. Завод досрочно сдал первый спирт 6 ноября 1943 года. Вскоре был отвоеван Киев, и Ивана Григорьевича приказом от 23 декабря 1943 года назначили ректором Киевского технологического института пищевой промышленности имени Анастаса Ивановича Микояна.
Вернувшись в Киев, Иван Григорьевич возглавил работу по возрождению института. Учебные корпуса, общежития, культурно-бытовые помещения, которые находились на Соломенке, были разрушены. И. Г. Грицюк приняло решение не восстанавливать институт на старом месте, а строить его на новом, подняв вопрос о выделении строительной площадки. Правительством УССР было дано разрешение строить между улицами Владимирской, Тарасовской и Л. Толстого. Кроме строительства Иван Григорьевич начал поиск квалифицированных преподавателей. Уже 20 января 1944 года был произведен первый набор студентов.
В марте 1947 году Иван Грицюк по решению Правительства УССР и Верховной Рады УССР назначен министром вкусовой промышленности УССР. После объединения в 1949 году министерств вкусовой и пищевой промышленности УССР в министерство пищевой промышленности работает заместителем министра, а с ноября 1949 — министром пищевой промышленности УССР. После объединения в 1953 году министерств легкой и пищевой промышленности в Министерство промышленности продовольственных товаров, Иван Григорьевич работал заместителем министра этой отрасли, а после образования в 1957 году совнархозов — заместителем председателя Киевского совнархоза УССР.
В апреле 1963 года, в связи с ликвидацией совнархозов Иван Грицюк снова вернулся к КТИПП как ректор. Под его руководством был создан ряд новых факультетов.
В 1970 году Иван Григорьевич вышел на пенсию, однако продолжал работать в родном институте доцентом кафедры бродильных производств.
Умер в 1978 году от сердечно-сосудистой болезни. Похоронен в Киеве на Байковом кладбище.

## Труды, награды
Иван Грицюк опубликовал 23 научные работы, в том числе учебник «Технология ликеро-водочного производства» (в соавторстве), который был переведен на польский и румынский языки, учебное пособие «Химико-технологический контроль бродильных производств».
Награждён орденом Ленина (23.01.1948), многими медалями и Почетными грамотами Правительств СССР и УССР.